# Politique au Kirghizistan
La politique au Kirghizistan a lieu dans le cadre d'une république démocratique représentative semi-présidentielle où le président de la République est le chef de l'État et le Premier ministre dirige le gouvernement, avec un système pluripartite en développement. Le pouvoir exécutif est exercé par le gouvernement. Le pouvoir législatif est investi à la fois par le gouvernement et le Parlement.

## Pouvoir exécutif
Après le renversement du président Kourmanbek Bakiev en avril 2010, Roza Otounbaïeva a assumé la présidence du gouvernement provisoire jusqu'à l'élection d'un nouveau président de la République,  Almazbek Atambaïev, en décembre 2011.
| Nom                 | Fonction                   | Parti       | Depuis           |
| ------------------- | -------------------------- | ----------- | ---------------- |
| Sooronbay Jeenbekov | Président de la République | PSD         | 24 novembre 2017 |
| Koubatbek Boronov   | Premier ministre           | Indépendant | 16 juin 2020     |

Le président de la République est élu pour six ans (mandat non-renouvelable) au suffrage populaire. Il nomme le Premier ministre, qui doit être confirmé par le Parlement, ainsi que les membres du gouvernement sur conseil du Premier ministre.

## Pouvoir législatif
Le Parlement compte une seule chambre de 75 membres élus pour cinq ans dans des circonscriptions à siège unique. Le référendum constitutionnel du 21 octobre 2007 augmenta ce nombre à 90 et introduisit un système d'élection par liste, où les candidats ne sont plus élus localement, mais sont choisis sur des listes présentées par les partis. Des élections anticipées eurent lieu le 16 décembre 2007.

## Pouvoir judiciaire
La Cour suprême est la plus haute instance de recours après les tribunaux régionaux, qui jugent eux-mêmes en appel les décisions des tribunaux locaux. Les cas relevant du droit de la famille ou du droit réel ainsi que les petits délits sont jugés par les tribunaux traditionnels, placés sous la surveillance du bureau du procureur. Il n'y a pas de jurys populaires.
Bien que la constitution garantisse l'indépendance de la justice, le système judiciaire est largement sous l'influence du bureau du procureur. Les faibles salaires des juges rendent la lutte contre la corruption difficile.